# Aldea del Fresno
Aldea del Fresno település Spanyolországban, Madrid tartományban. Aldea del Fresno Chapinería, Navas del Rey, Santa Cruz del Retamar, Villamanta, Villamantilla, Villa del Prado, San Martín de Valdeiglesias és Méntrida községekkel határos. Lakosainak száma 3422 fő (2024).

## Népesség
A település lakosságának változását az alábbi diagram mutatja:
| Lakosok száma | 1503 | 1889 | 2246 | 2457 | 2559 | 2528 | 2616 | 2838 | 3227 | 3422 |
|               | 2001 | 2004 | 2007 | 2009 | 2012 | 2014 | 2017 | 2019 | 2022 | 2024 |